# Xiangfen (cheval)
Pour les articles homonymes, voir Xiangfen.
Le Xiangfen (chinois : 襄汾 ; pinyin : xiangfen) est une race de chevaux de selle et de traction, originaire du xian de Xiangfen, dans le Shanxi, en Chine. D'assez petite taille, il est sélectionné depuis 1951 à partir de croisements entre le cheval mongol local et l'Ardennais.

## Histoire
Il existe qu'un très faible nombre d'information à propos de ces chevaux : Le Xiangfen ne figure ni dans les deux éditions de l'ouvrage de l'université de l'Oklahoma recensant les races de chevaux (2007), ni dans les différentes éditions de l'encyclopédie des races animales domestiques de CAB International, n'étant mentionné que dans la base de données DAD-IS et dans l'encyclopédie de Tous les chevaux du monde, de Delachaux & Niestlé (2014).
D'après ce dernier ouvrage, la race Xiangfen est sélectionnée depuis 1951, à partir de la race locale proche du cheval mongol, et d'Ardennais.

## Description
Il présente le type du cheval mongol, en plus lourd.
La tête est plutôt grosse, l'encolure est courte et épaisse. Les épaules sont droites, le poitrail large. La croupe, large, présente une légère inclinaison. Les pieds sont durs. Crinière et queue sont fournies et longues.
La robe est généralement baie ou alezane.
Ces chevaux sont réputés pour être dociles et courageux.

## Utilisations
Le Xiangfen peut être monté ou mis à la traction, notamment agricole.

## Diffusion de l'élevage
Le Xiangfen est considéré comme une race de chevaux locale à la Chine, ainsi que le précise l'évaluation de la FAO réalisée en 2007, qui n'a par ailleurs pas permis de déterminer de niveau de menace. Plus précisément, il provient du xian de Xiangfen, dans la province du Shanxi, au Nord-Est de ce pays,. 
L'étude menée par Rupak Khadka de l'université d'Uppsala, pour la FAO (2010), classifie le Xiangfen comme une race locale asiatique, dont le niveau de menace est inconnu. La base de données DAD-IS ne fournit aucun relevé d'effectifs.